# Microlino
De Microlino is een elektrische dwergauto van de Zwitserse autofabrikant Micro Mobility Systems die sinds 2021 aangeboden wordt. Het ontwerp van deze tweezitter is geïnspireerd op de BMW Isetta die van 1955 tot 1962 geproduceerd werd.

## Historiek
Het prototype van deze dwergauto, de Microlino 1.0, werd gepresenteerd op het Autosalon van Genève in 2016.
In januari 2018 werd een pre-productieversie voorgesteld op het Autosalon van Brussel. Het pre-productiemodel werd gebouwd in samenwerking met Tazzari, een Italiaanse producent van elektrische auto's.
De Microlino kreeg zijn Europese goedkeuring in augustus 2018. De productie was aanvankelijk gepland voor de tweede helft van 2018, een exemplaar zou 12.000 EUR gaan kosten. In december van dat jaar maakte de fabrikant echter bekend dat Tazzari zich terugtrok uit het project, waardoor de Microlino niet in de Tazzari-fabriek in Imola maar bij sportwagenfabrikant Artega in Duitsland zou gaan gebouwd worden.
In 2019 werd een samenwerking met het Italiaanse autobedrijf Cecomp gestart om zowel het ontwerp als de engineering van de Microlino 1.0 te verfijnen tot de modernere Microlino 2.0. Deze productieversie, voorzien van een nieuwe batterij, werd onthuld op het Autosalon van München in september 2021 en kwam officieel op de markt vanaf 21 september 2021. De serieproductie vindt plaats in Turijn.

## Ontwerp
De Microlino is geïnspireerd op de BMW Isetta uit 1955. Net als de Isetta heeft de Microlino een enkele voordeur die toegang geeft tot het passagierscompartiment en een achterklep om de 230 liter grote koffer te bereiken.
Het wagentje wordt aangedreven door een 12,5 kW (17 pk) sterke elektromotor, goed voor een acceleratie van 0 naar 50 km/u in 5 seconden en een topsnelheid van 90 km/u. In tegenstelling tot bijvoorbeeld de Citroën Ami vereist de Microlino dus wel een rijbewijs B.
Er worden drie batterijpakketten aangeboden: "Urban" (6 kWh), "Dolce" (10,5 kWh) en "Competizione" (14 kWh) met een autonomie van respectievelijk 90, 175 en 230 km. Alnaargelang de batterij duurt het opladen tussen de 3 en 4 uur.

## Fotogalerij

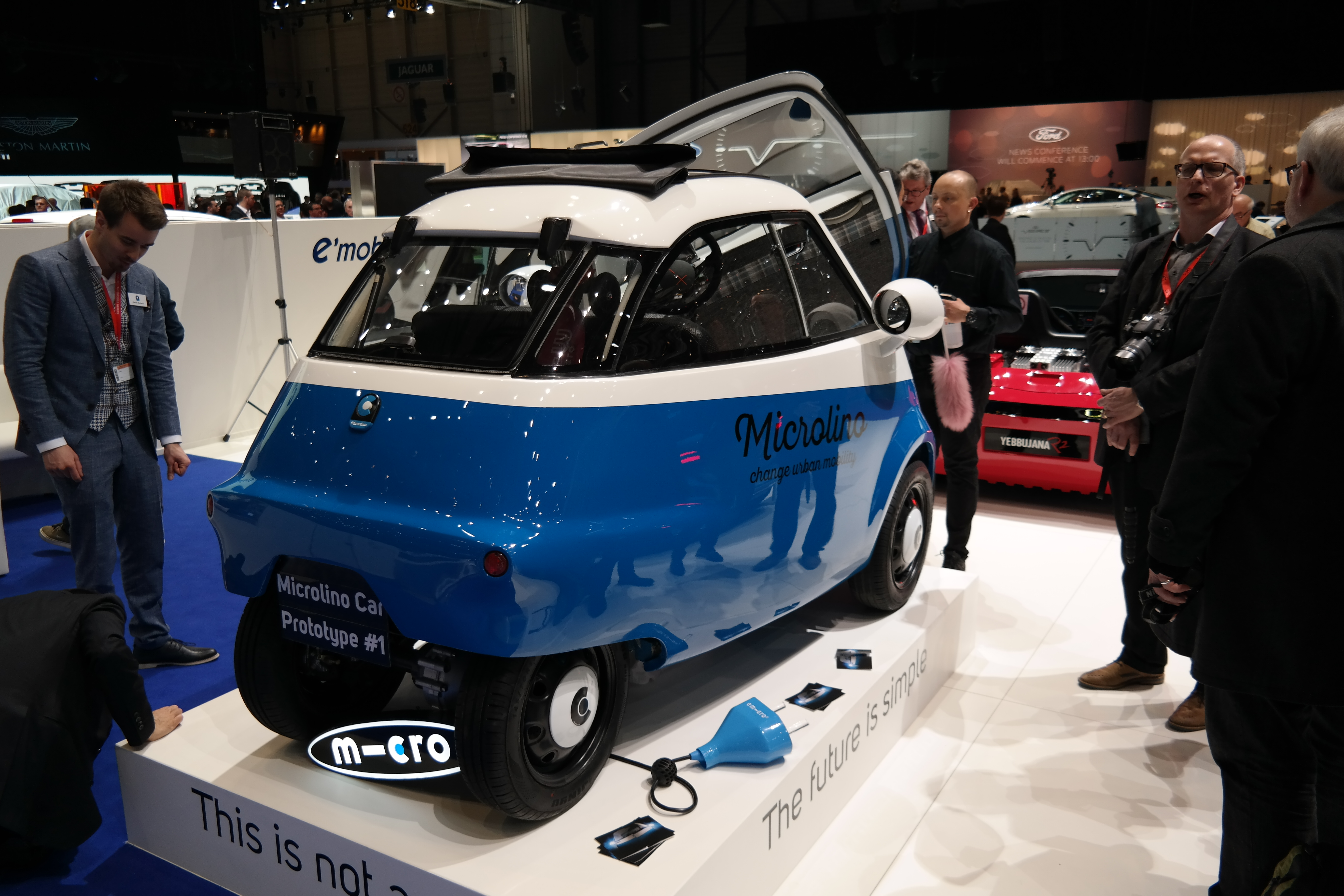
Het Microlino 1.0 prototype op het Autosalon van Genève in 2016
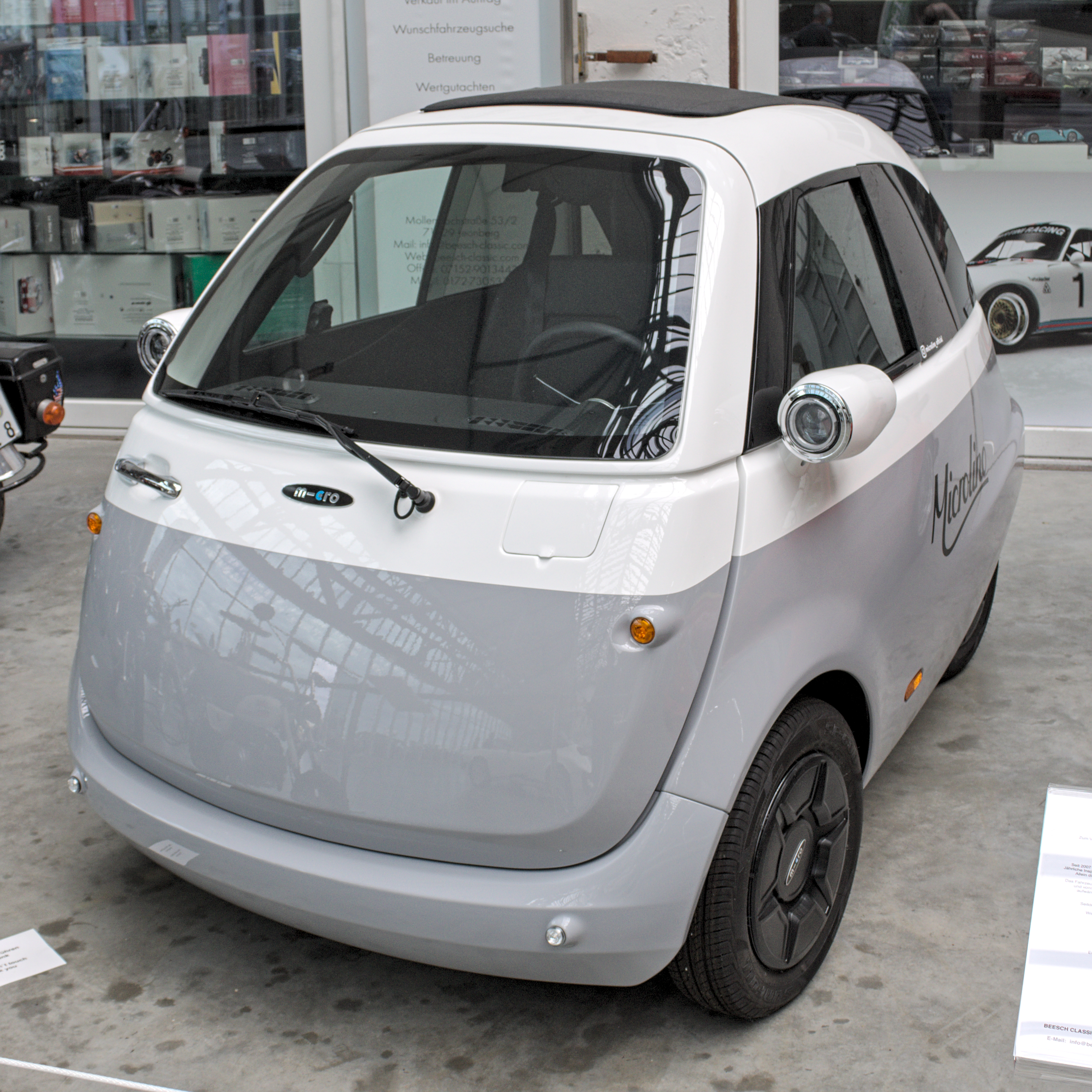
Microlino 2.0
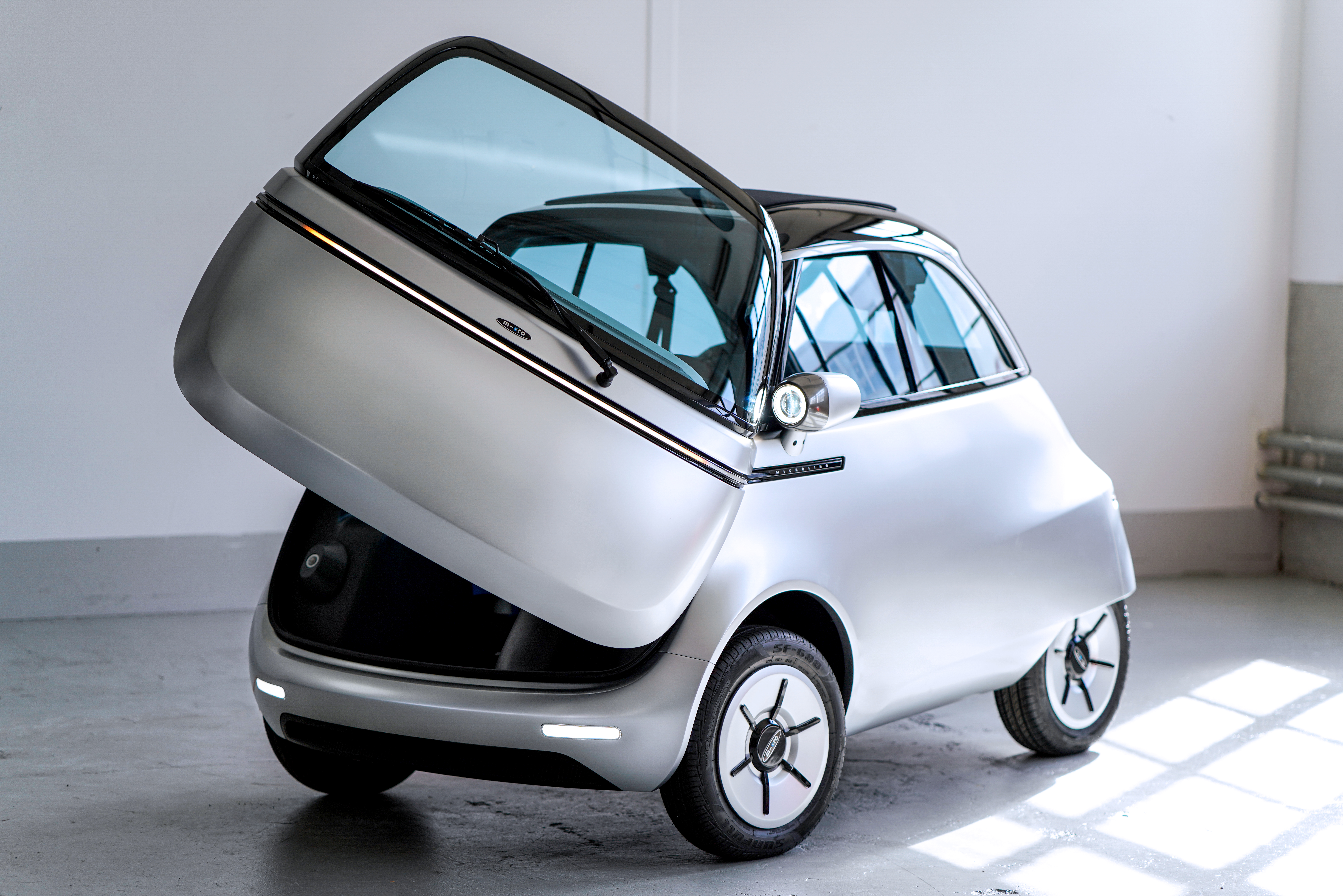
Microlino 2.0 met geopende voordeur